# Емил Лахуд
Емил Џамил Лахуд (арап. اميل جميل لحود; 12. јануар 1936) — либански политичар. Обављао је функцију председника Либана од 1998. до 2007. године.